# Georg Mende
Georg Kurt Wilhelm Mende (* 6. September 1910 in Breslau; † 2. Mai 1983 in Jena) war ein deutscher marxistisch-leninistischer Philosoph und Professor.
Mende wirkte als Direktor des Instituts und Seminars für Philosophie an der Martin-Luther-Universität Halle-Wittenberg, Direktor des Instituts für Philosophie und Prorektor der Friedrich-Schiller-Universität Jena sowie Mitglied des Redaktionskollegiums der Deutschen Zeitschrift für Philosophie.

## Leben und Wirken

### Familie und Studium
Mende entstammte einer Lehrerfamilie, er war der Sohn von Ernst Mende und Martha Mende, geb. Vogel. Er besuchte das Reform-Realgymnasium und legte 1929 sein Abitur ab. Von 1929 bis 1935 studierte er Philosophie bei den Professoren Eugen Kühnemann, Ludwig Baur, Richard Hönigswald, Günther Schulemann und Siegfried Marck Germanistik, Anglistik, Volkskunde und Psychologie an der Universität Breslau und an der Deutschen Universität Prag. 1932 trat er in die KPD ein. 1935 wurde er in Prag zum Dr. phil. promoviert, seine beiden Gutachter waren Oskar Kraus und Emil Utitz. Der Titel seiner Arbeit lautete Kritik des dialektischen Materialismus an der Lehre Ernst Machs. Anschließend kehrte er nach Deutschland zurück.

### Zeit des Nationalsozialismus und Nachkriegszeit
Während der Zeit des Nationalsozialismus wurde Mende in den Jahren 1935–1937 wegen „Vorbereitung zum Hochverrat“ verhaftet und angeklagt. Danach übernahm er eine „gemeinnützige“ bürotechnische Tätigkeit als Schreibkraft in einem Breslauer Anwaltsbüro. Im Zweiten Weltkrieg diente er von 1939 bis 1945 als Soldat in der Wehrmacht, von 1941 bis 1943 im Lazarett, zuletzt im Rang eines Unteroffiziers. 1945 geriet er in Mecklenburg in britische Kriegsgefangenschaft und war dort als Dolmetscher tätig.
Von 1945 bis 1946 war Mende Referent in der Kulturverwaltung Hamburg, Mitglied der KPD Hamburgs und des dortigen „Entnazifizierungsausschusses“.
Weil er als Antifaschist mit der inkonsequenten Entnazifizierung in Hamburg nicht einverstanden war, ging er 1946 in die Sowjetische Besatzungszone. Er trat in die SED und in den Freien Deutschen Gewerkschaftsbund ein und arbeitete von 1946 bis 1947 als Angestellter in der Provinzialverwaltung von Sachsen-Anhalt. 1947 wurde Mende Mitglied in der Gesellschaft für Deutsch-Sowjetische Freundschaft und der Vereinigung der Verfolgten des Naziregimes – Bund der Antifaschistinnen und Antifaschisten.

### Wirken an der Universität Halle-Wittenberg
1947 wurde er Neulehrer und Vorsemesterdozent an der ABF der Martin-Luther-Universität Halle-Wittenberg (MLU) und erhielt einen Lehrauftrag für „Politische und soziale Probleme der Gegenwart“ an der Philosophischen Fakultät. 1948 nahm Mende am SED-Dozenten-Lehrgang der Parteihochschule „Karl Marx“ in Klein-Machnow teil und hatte einen Lehrauftrag für historischen und dialektischen Materialismus an der Pädagogischen Fakultät inne. 1949 wurde er dort Dozent und Prüfungsberechtigter für den Fachbereich Philosophie; ab Oktober nahm er die Dienstgeschäfte des Direktors des Philosophischen Seminars wahr.
Ab 1951 erfolgte seine Habilitation an der Gesellschaftswissenschaftlichen Fakultät der Universität Leipzig zum Thema Das Weltbild Martin Heideggers. Seine Wurzeln und seine Auswirkungen (teilveröffentlicht u. a. als Studien über die Existenzphilosophie), die Gutachter waren Ernst Bloch und Gerhard Harig. Außerdem übernahm er die Leitung des Instituts für Psychologie an der MLU. 1951 wurde Mende zum Professor mit vollem Lehrauftrag für dialektischen und historischen Materialismus an der Philosophischen Fakultät der MLU ernannt. Dort fungierte er als Direktor des Philosophischen Seminars bzw. Instituts.
An der Universität Halle fiel Mende aber auch dadurch auf, dass er in FDJ-Versammlungen „in unbeherrschter Heftigkeit“ Vorwürfe gegen Studenten vorbrachte, die Beschwerden seiner Professoren-Kollegen beim Rektor nachsichzogen.

### Wirken an der Universität Jena
Als Nachfolger von Georg Klaus wechselte Mende 1953 fast in den gleichen Funktionen wie in Halle an die Friedrich-Schiller-Universität Jena; dort war er zudem zeitweise Prorektor für das gesellschaftswissenschaftliche Grundstudium (1954–1958) bzw. für den wissenschaftlichen Nachwuchs (1959–1961). Nach dem Tod von Paul F. Linke wurde er ab 1956 Professor mit Lehrstuhl für Philosophie sowie Direktor des Instituts für Philosophie. Das Amt des Institutsdirektors übergab er 1967 an Erhard Lange. Zum ordentlichen Professor für Geschichte der Philosophie wurde er 1969 ernannt, ferner war er ausweislich des Nachrufs im Neuen Deutschland Ehrensenator der Universität Jena.

Mende war an der Universität Jena Initiator von ideologisch geprägten und teilweise diffamierenden Kampagnen gegen verbliebene Wissenschaftler sowie Studenten ohne SED-Parteizugehörigkeit z. B. die Mediziner Julius Grober oder Walter Brednow sowie die Germanisten Joachim Müller und Hans Kaufmann oder den Pharmakologen Heinrich Hoffmann. Nach dem Weggang von Georg Klaus nach Berlin etablierte sich Mende laut Hans-Christoph Rauh

„in Jena richtungsweisend als neuer parteimarxistischer Institutsdirektor. [...] Das hatte er schon 1950 in Halle in einem persönlichen Schreiben an den ersten ostdeutschen Volksbildungsminister Paul Wandel in Berlin ausdrücklich zugesichert, nämlich das bisherige akademische Philosophie-Seminar zu einem richtigen marxistischen Institut umzugestalten. […] Georg Mende war eben kein […] gebildeter Philosophiehistoriker, sondern vor allem ein marxistischer Ideologiekritiker, der zeitlebens nur den »dekadenten« (westdeutschen) Existenzialismus von Heidegger und Jaspers bekämpfte.“
Laut Hans-Joachim Dahms profilierte sich Mende an der Universität Jena „mehr und mehr als ideologischer Großinquisitor und führte sein Fach währenddessen in Isolation und Bedeutungslosigkeit.“
Friedrich Möbius (Professor für Kunstgeschichte in Jena von 1976 bis 1991) beschreibt Mende als „überzeugten Marxisten“ sowie als „sympathisch und intelligent“:
„Georg Mende verkörperte mir den Typ des kommunistischen Kämpfers mit der bezwingenden Autorität des Persönlich-Authentischen, mit ihm besaß der staatspolitisch überhöhte DDR-Antifaschismus einen Zeugen aus der Märtyrerzeit, dem ich Andacht und Bewunderung entgegenbrachte.[…] Vielleicht war Mende kein bedeutender Philosoph, dafür aber ein Hochschullehrer, der den Stoff pädagogisch aufzubereiten wusste und der in den Seminaren seinen Schülern zuzuhören verstand.“

### Letzte Jahre und Tod
Nach einem schweren Verkehrsunfall wurde Mende arbeitsunfähig und 1971 vorzeitig emeritiert. Er starb 1983 im Alter von 72 Jahren in Jena, die Trauerfeier fand am 9. Mai 1983 in der Aula der Universität statt.

## Privates
Seit dem 8. November 1938 war Georg Mende mit Magarethe Hacks verheiratet, der Ehe entstammten drei Kinder. Über Magarethe Mende ist bekannt, dass sie 1952 am Landgericht Halle/Saale als Schöffin an Verfahren gegen oppositionelle Studenten wegen sogenannter Boykotthetze mitwirkte.

## Nachrufe
Im Nachruf auf Georg Mende in der Deutschen Zeitschrift für Philosophie hieß es 1983 u. a. über ihn: „In Wort und Schrift hat sich Georg Mende vornehmlich zwei Gebieten zugewandt: der Geschichte der marxistisch-leninistischen Philosophie und der Kritik der spätbürgerlichen Philosophie, insbesondere des Existenzialismus und der Phänomenologie. [...] Die Einheit von Philosophie und Politik drückte sich im Schaffen von Georg Mende auch darin aus, dass er ständig verantwortungsvolle Positionen in der Sozialistischen Einheitspartei Deutschlands ausübte.“
Ähnlich las sich auch der Nachruf im zentralen Presseorgan der SED Neues Deutschland: „Wir geben in Tiefer Trauer bekannt, daß der Ehrensenator und langjährige Prorektor der Friedrich-Schiller-Universität Jena, der ehemalige Direktor des Institutes für Philosophie Prof. em. Dr. phil. habil. Dr. h. c. Georg Mende [...] am 2. Mai 1983 vestorben ist. Wir verlieren mit ihm einen bewährten Kämpfer für die Sache des Kommunismus, einen hervorragenden Wissenschaftler und akademischen Lehrer, der sich in der studentischen Ausbildung und philosophischen Forschung bleibende Verdienste erworben hat.“, für den der Rektor, die Universitätsparteileitung, die Universitätsgewerkschaftsleitung sowie die Sektion marxistisch-leninistischen Philosophie verantwortlich zeichneten.

## Ehrungen
- 1962 Nationalpreis der DDR
- 1970 Friedrich-Engels-Preis der Akademie der Wissenschaften der DDR
- 1980 Ehrendoktor (Dr. h. c.) der Universität Halle-Wittenberg[21]
- Karl-Marx-Orden
- Vaterländischer Verdienstorden in Silber
- Jubiläumsmedaille „Zum Gedenken an den 100. Geburtstag von Wladimir Iljitsch Lenin“ (Lenin-Medaille)
- Medaille für Kämpfer gegen den Faschismus 1933 bis 1945
- Artur-Becker-Medaille in Gold
- Ehrennadel der Gesellschaft für Deutsch-Sowjetische Freundschaft

Von 1985 bis 1991 hieß in Jena die heutige Friedrich-Zucker-Straße im Neubaugebiet zwischen Winzerla und Ammerbach (Jena) Georg-Mende-Straße.

## Veröffentlichungen (Auswahl)

### Schriften
- Karl Marx' Entwicklung vom revolutionären Demokraten zum Kommunisten. Dietz-Verlag, Berlin 1954.
- Der politische Hintergrund der deutschen Existenzphilosophie. Verlag Junge Welt, Berlin 1955.
- Studien über die Existenzphilosophie. Dietz-Verlag, Berlin 1956.[22]
- Freiheit und Verantwortung. Deutscher Verlag der Wissenschaften, Berlin 1958.
- Das Atom und die Philosophie. Deutscher Verlag der Wissenschaften, Berlin 1960.
- Weltliteratur und Philosophie. Dietz-Verlag, Berlin 1965.
- Philosophie und Ideologie. Akademie-Verlag, Berlin 1971.

### Herausgeberschaften
- mit Kurt Kouschil, Egon Oetzel: Geistige Wiederaufrüstung in Westdeutschland: Vom Hitlerfaschismus zum Klerikal-Militarismus. Deutscher Verg der Wissenschaften, Berlin 1962.
- mit Ernst Günther Schmidt: Doktordissertation von Karl Marx (1841) - Differenz der demokritischen und epikureischen Naturphilosophie. Friedrich-Schiller-Universität, Jena 1964.
- mit Erhard Lange: Die aktuelle Bedeutung des „Kapital“ von Karl Marx. Deutscher Verlag der Wissenschaften, Berlin 1968

### Aufsätze
- Kants „Opus postumum“ und die Naturwissenschaft. In: Aufbau 7(1951)2, 607-610.
- Zwei Existenzialismus-Studien. I. Der deutsche Existenzialismus und seine Rolle bei der ideologischen Vorbereitung des Faschismus. II. Die Existenzialismus-Analysen von Georg Lukács. In: Wissenschaftliche Zeitschrift der Martin-Luther-Universität Halle-Wittenberg (Gesellschafts- und sprachwissenschaftliche Reihe (GSR)) 2(1952/53)1, 17–25.
- Über die wissenschaftliche Bedeutung der Lehre von Karl Marx. In: Wissenschaftliche Zeitschrift der MLU Halle-Wittenberg (GSR) 2(1952/53)3, 171–177.
- Das Weltbild Martin Heideggers. In: Wissenschaftliche Zeitschrift der Universität Jena. Gesellschafts- und sprachwissenschaftliche Reihe (GSR). 3(1953/54), 1, 201–251.
- Eine Einführung in die Philosophie. In: Wissenschaftliche Zeitschrift der Universität Jena (GSR) 7(1957/58)2/3, 183–211.
- Einführung in die Philosophie (Fortsetzung und Schluß). In: Wissenschaftliche Zeitschrift der Universität Jena (GSR) 8(1958/59)1, 3–40.
- Karl Marx – Schöpfer der kommunistischen Weltanschauung. In: Deutsche Zeitschrift für Philosophie 6(1958)3, 337–354.
- Die deutsche reaktionäre Philosophie des XX. Jahrhunderts und die deutsche Literatur. In: Wissenschaftliche Zeitschrift der Universität Jena (GSR) 10(1960/61)2, 189–201.
- Die programmatische Staatsraterklärung und das Deutschlandbild von Karl Jaspers. In: Deutsche Zeitschrift für Philosophie 9(1961)2, 133–149.
- Für eine parteiliche und volksverbundene Literaturwissenschaft. In: Wissenschaftliche Zeitschrift der Universität Jena (GSR) 13(1964)1, 53–55.
- Die Geschichte der Philosophie nach den Auffassungen Edmund Husserls. In: Wissenschaftliche Zeitschrift der Universität Jena (GSR) 13(1964)2, 243–248.
- Hegel und die Französische Revolution. Die Entwicklung seines philosophischen Denkens in Jena. In: Wissenschaftliche Zeitschrift der Universität Jena (GSR) 21(1972)1, 11–24.

### Archivmaterial
- Universitätsarchiv Halle/S. (Abk. UAH), Personalakten Georg Mende, PA 11299; Abbildung UAH, Rep. 40/I, M 65[23]